# Chantier Vergoz
Pour les articles homonymes, voir Vergoz.
Le Chantier Vergoz est un ancien chantier de construction navale à Concarneau. Ce chantier est aussi connu sous le nom de Forge et Chaudronnerie Concarnoise.
En 1957, René Vergoz s'installe dans l'anse du Lin à Concarneau. L'établissement se nomme alors Forge et Chaudronnerie Concarnoise, l'activité principale est la fabrication et la réparation de pièces métalliques pour les bateaux de pêche.
En 1967, René Vergoz décède. Sa femme, Yvonne reprend la direction du chantier.
Avant sa mort René Vergoz avait pris une option sur des futurs quais construits le long du Moros. Après la construction de ces quais, le chantier Vergoz s'installe en 1973 dans des nouveaux locaux de 3 000 m².
À partir de 1973, et avec ces nouveaux ateliers, le chantier va se spécialiser dans la construction de bateaux en acier. Entre 1973 et 1994, 90 navires sont construits. Ces bateaux sont essentiellement des chalutiers pour la côte sud de la Bretagne. Environ 15 unités sont construites pour des pêcheurs concarnois.
En 1974, le Thierisayann est construit, il s'agit du premier chalutier pêche-arrière construit à Concarneau.
L’augmentation continue du prix du pétrole au début des années 1990 fait entrer la pêche hauturière en crise. En conséquence, les chantiers navals spécialisés sont aussi impliqués avec une réduction importante des constructions et réparations. Cette période est donc très difficile pour le chantier Vergoz. Il est mis en liquidation en 1993, les chantiers Piriou rachètent les installations.

## Sources
- Le petit vachic